# Joseph-Abel Couture
Pour les articles homonymes, voir Couture (homonymie).
Joseph-Abel Couture, dit Couture l'Aîné, est un architecte français du XVIIIe siècle, baptisé à Rouen le 4 mars 1728 et mort à Paris le 15 février 1789.

## Biographie
Frère aîné de Guillaume-Martin Couture, Joseph-Abel Couture fut l'élève de Le Carpentier (1709-1773) qu'il assista dans plusieurs de ses chantiers : le nouvel hôtel de ville de Rouen ; l'hôtel de Choiseul, rue de Richelieu ; le pavillon Bouret en forêt de Sénart pour le fermier général Étienne-Michel Bouret ; le château d'Ollwiller en Alsace pour la famille de Waldner von Freundstein (1751).
Apprécié à Rouen par l'intendant Feydeau de Brou et le marquis de Berville, lieutenant général et commandant des côtes de la Normandie (depuis 1759), il fut chargé d'un certain nombre de constructions publiques comme la Romaine (ou douane) du Havre, et fut également chargé des églises et des presbytères dans la généralité de Rouen.
« Si nous n'avons pas reconnu son œuvre entière, il est néanmoins, avec Verniquet, l'architecte du XVIIIe siècle dont nous connaissons le plus de châteaux. Ceux qui sont dispersés à travers la Normandie constituent un ensemble intéressant. »
En 1766, Le Carpentier recommanda Couture au fermier général Charles Legendre de Villemorien après qu'il eut acheté le château de Valençay. Il succéda à Le Carpentier comme architecte des Domaines et, à ce titre, fut chargé du Palais de Justice de Paris. Quand il fut question de le reconstruire après l'incendie de janvier 1776, plusieurs de ses confrères tentèrent de l'évincer, mais il fut chargé des aménagements intérieurs réalisés sous le règne de Louis XVI, à l'exception de la grande salle des Avocats et des bâtiments de la Cour du May.
Comme architecte des Domaines, il rétablit les ponts du Pecq (pont Neuf) (1775) et de Chatou. Successeur de Laurent Lindet à la manufacture de Sèvres, il construisit le moulin et aménagea la salle de présentation des porcelaines.

## Réalisations et principaux projets
- Château de Cléry (hameau des Andelys, Eure) cité en 1746 [8] - détruit.
- Château de Couvicourt  Inscrit MH (2015), Saint-Aubin-sur-Gaillon (Eure), avant 1774[9],[2].
- Manoir du Colombier à Heudebouville  Inscrit MH (2008) (Eure) : « le fronton habituel est remplacé par une lucarne à ailerons couronnant la travée centrale et les façades se distinguent par un traitement recherché de la brique associée à la pierre. Les appartements du rez-de-chaussée et de l'étage offrent un brillant ensemble de lambris de transition ; dans le grand salon, la guirlande et le nœud de 1770 s'unissent aux palmiers et à l'arbalète de 1740. »[10],[6].
- Château du Thil (Eure) : le château a brûlé au XIXe siècle. Subsistent des vestiges d'un colombier et le portail[11].
- Château de Marcouville, Houville-en-Vexin (Eure) : château détruit. Travaux de Joseph-Abel Couture sur les écuries et les remises[12].
- Château de Verclives (Eure), première moitié du XVIIIe siècle[13].
- Château de Mouflaines (Eure), avant 1774[14],[2].
- Château de Romilly-la-Puthenaye (Eure) : construction de l'aile sud dans la seconde moitié du XVIIIe siècle[15]. Logis ruiné en 1939-1945 et détruit après 1959.
- Château de Saint-Paër, Saint-Denis-le-Ferment (Eure) : projet pour le parc et les jardins ; château détruit en 1841[16].
- Château d'Épinay (Essonne) : création du parc pour Henri Cochin.
- Château de la Bélinaye, Saint-Christophe-de-Valains (Ille-et-Vilaine) : modernisation d'un château du XVIIe siècle.
- Château de Valençay (Indre), après 1766[17] : « L'aile de la galerie, rythmée de pilastres ioniques à guirlandes témoigne d'un effort louable de Couture pour assortir son style à celui du XVIe siècle ; un autre élève de Le Carpentier, Barré, sut en faire de même au Lude ; Gabriel en avait montré l'exemple dans les appartements de Fontainebleau. »[6]
- Château de la Moustière, Vicq-sur-Nahon (Indre).
- Château de Saint-Sénoch (Indre-et-Loire).
- Hôtel Bochart de Saron, no 17 rue de l'Université, Paris (7e arrondissement), 1769-1770[18] : reconstruction de l'hôtel pour Jean Baptiste Gaspard Bochart de Saron (1730-1794), premier président du parlement de Paris. L'entrepreneur fut Mathias Pasquier[6].
- Immeuble rue du Temple, Paris : pour les dames de Sainte-Élisabeth[19].
- Château de Trébons à Grainville-Ymauville  Inscrit MH (2008) (Seine-Maritime), avant 1774[20],[2].
- Château de Montigny (Seine-Maritime), vers 1765 : pour le marquis de Bouville, agrandissement par la construction de deux ailes d'un château du XVIIe siècle[21].

### Sources
- Michel Gallet, Les Architectes parisiens du XVIIIe siècle : Dictionnaire biographique et critique, Paris, Éditions Mengès, 1995, 494 p. (ISBN 2-8562-0370-1).